# Горица (Дуга Реса)
Горица је насељено место у саставу града Дуге Ресе у Карловачкој жупанији, Република Хрватска.

## Историја
До територијалне реорганизације у Хрватској насеље се налазило у саставу старе општине Дуга Реса.

## Становништво
На попису становништва 2011. године, Горица је имала 62 становника.

## Попис1991.
На попису становништва 1991. године, насељено место Горица је имало 76 становника, следећег националног састава:
| Попис 1991.‍ | Попис 1991.‍ | Попис 1991.‍ | Попис 1991.‍ | Попис 1991.‍ |
| ----------- | ----------- | ----------- | ----------- | ----------- |
|             |             |             |             |             |
| Хрвати      | Хрвати      |             | 72          | 94,74%      |
| остали      | остали      |             | 4           | 5,26%       |
| укупно: 76  |             |             |             |             |